# Martin Andersen Nexø - et portræt af min oldefar
Martin Andersen Nexø - et portræt af min oldefar er en portrætfilm instrueret af Stine Korst efter eget manuskript.

## Handling
Martin Andersen Nexø er kendt af de fleste danskere for romanerne Ditte Menneskebarn og Pelle Erobreren, der også er filmatiseret af Bille August. Denne dokumentarfilm tegner et portræt af forfatteren, politikeren og mennesket Nexø set fra et oldebarns synsvinkel. I filmen medvirker Nexøs yngste barn May Nexø Hahn, redaktøren og forfatteren Børge Houmann, samt kulturhistorikeren Morten Thing, der fortæller om Nexøs kulturelle og politiske samtid. Martin Andersen Nexø døde som æresborger i den østtyske by Dresden i 1954, og filmen rummer en lang række arkivoptagelser fra Martin Andersen Nexøs liv og de mange rejser, helt tilbage til Sovjetunionen i 1922.